# Кампудулиму (Сасари)
Кампудулиму је насеље у Италији у округу Сасари, региону Сардинија.
Према процени из 2011. у насељу је живело 32 становника. Насеље се налази на надморској висини од 302 м.